# 원신연
원신연(1969년 10월 23일 ~ )은 대한민국의 남성 영화감독이다. 남동생은 배우 원풍연이다.

## 영화
- 1990년 영화 《꼭지딴》 ... 단역
- 1991년 영화 《따봉 수사대 밥풀떼기 형사와 전봇대 형사》 ... 조연
- 1991년 영화 《오엑스》 ... 무술지도
- 1994년 영화 《49일의 남자》 ... 스턴트
- 1994년 영화 《장미빛 인생》 ... 단역 / 불량배 6 역
- 1996년 영화 《피아노 맨》 ... 무술감독 역
- 1997년 영화 《넘버 3》 ... 무술지도 역
- 1997년 영화 《깊은 슬픔》 ... 무술감독 역
- 1998년 영화 《여고괴담》... 스턴트 역
- 1999년 영화 《카라》 ... 무술연출 역
- 2001년 영화 《적》 ... 감독
- 2001년 영화 《세탁기》 ... 감독
- 2003년 영화 《빵과 우유》 ... 각본 & 감독
- 2004년 영화 《자장가》 ... 각본 & 감독
- 2005년 영화 《가발》 ... 각색 & 감독
- 2006년 영화 《구타유발자들》 ... 각본 & 감독
- 2007년 영화 《세븐 데이즈》 ... 각색 & 감독
- 2011년 영화 《로보트 태권브이》
- 2013년 영화 《용의자》 ... 각색 & 감독
- 2016년 영화 《살인자의 기억법》 ... 각색 & 감독 & 제작
- 2019년 영화 《봉오동 전투》 ... 각색 & 감독 & 제작
- 2023년 영화 《왕을 찾아서》 ... 감독

## 수상 경력
- 서울 독립 영화제 단편 경쟁 부문 - 《자장가》
- 느와르 인 영화제 경쟁 부문 - 《자장가》
- 제3회 광주 국제 영화제 초청 상영 - 《자장가》
- 제1회 블라디보스토크 영화제 단편 부문 대상 - 《자장가》
- 제11회 그라나다 국제 단편 영화제 국제 경쟁 부문 - 《빵과 우유》
- 제26회 클레르몽페랑 단편 영화제 국제 경쟁 부문 - 《빵과 우유》
- 제2회 대한민국 영화대상 단편 영화상 - 《빵과 우유》
- 2004년 영화진흥위원회 극영화 시나리오 공모 대상 - 《구타유발자들》
- 제27회 대한민국 문화연예대상 영화부문 감독상 - 《봉오동 전투》
- 제25회 춘사영화제 감독상 - 《봉오동 전투》